# Інтрузія
Інтрузія:
1. Процес проникнення магми в товщу земної кори. В результаті І. утворюються інтрузивні гірські породи. Розрізняють активний і пасивний процес І. При активному проникненні магми за рахунок літостатичного тиску товщі порід над магматичною камерою відбувається розсування і деформація гірських порід. Пасивне проникнення пов'язане або з заповненням магмою порожнин, або з обміном між розплавом і блоками твердої покрівлі магматичного вогнища, суцільність якого порушилася при його дренуванні в ході компенсаційного прогину.
2. Інтрузія, Інтрузив - геологічне тіло, яке утворилося внаслідок застигання магми в надрах Землі. Залежно від співвідношення інтрузивних тіл із стратифікацією вмісних товщ розрізняють інтрузії узгоджені, які проникли вздовж поверхонь нашарованих товщ, а також інтрузії неузгоджені (січні), розташовані під тим чи іншим кутом до стратиграфічних розділів.

Інтрузив.JPG

За формою серед інтрузивів виділяють сілли, лаколіти, факоліти, штоки, батоліти, етмоліти, хоноліти, дайки, бісмаліти, лаколіти, пластові та січні жили тощо. 
Залежно від глибини залягання, інтрузії магматичних порід можуть бути абісальними (глибинними) та гіпабісальними (інтрузії помірних глибин). Перші характеризуються значними розмірами (батоліти, штоки), другі є меншими за розмірами, але різноманітнішими за формою (дайки, лаколіти та ін.).